# Chōkaisan Ōmonoimi-jinja
Chōkaisan Ōmonoimi-jinja, aussi nommé sanctuaire Chōkaisan Ōmonoimi (en japonais : 鳥海山大物忌神社) est un sanctuaire shinto et un lieu historique national du Japon situé sur le mont Chōkai,,,. Le sanctuaire est divisé en trois parties situées à différents endroits de la montagne : deux d'entre elles, nommées Fukura-kuchinomiya et Warabioka-kuchinomiya, se situent au pied de la montagne et sont plus faciles d'accès pour les visiteurs, et la dernière, le sanctuaire principal - connu sous le nom de Sanchō-Gohonsha - est situé au sommet de la montagne,.
Le sanctuaire, daté de 1400 ans, est reconstruit à l'identique tous les 20 ans.
Le sanctuaire est principalement dédié à Omonoimi no Kami, l'unique kami du sanctuaire, mais vénère également Toyoukebime et Tsukuyomi-no-Mikoto,. Toyouke Ōmikami est vénéré au sous-sanctuaire Warabioka — il est néanmoins possible que ce soit un nom alternatif donné à Toyouke Ōmikami,.
Omonoimi no Kami est principalement associé à la croissance industrielle et est également consacré dans d'autres lieux de la région de Tōhoku, notamment le sanctuaire Chōkai Gassan Ryōsho-gu.
Le sanctuaire vénère directement la montagne comme un Kannabi,,. Il s'agit d'une pratique rare et les seuls sanctuaires majeurs qui continuent la pratique du culte direct de la montagne via Kannabi sont le sanctuaire Ōmiwa et les sanctuaires Suwa-taisha et Kanasana-jinja,.
Le sanctuaire est l'Ichinomiya de la province de Dewa, ou le premier sanctuaire classé de la province de Dewa,,. Il est proche des Trois monts Dewa, qui sont également des lieux importants du culte de la montagne.

## Festivals
Le sanctuaire organise chaque année de nombreuses fêtes, dont un festival le 14 juillet appelé Hi-awase shinji (火合せ神事). Pendant le festival, dans toute la préfecture de Yamagata, des feux sont allumés simultanément dans ce sanctuaire et dans d'autres sanctuaires Omonoimi, dont celui de Sakata, Yamagata, pour une bonne récolte et une bonne pêche.

## Galerie

### Sanchō-Gohonsha

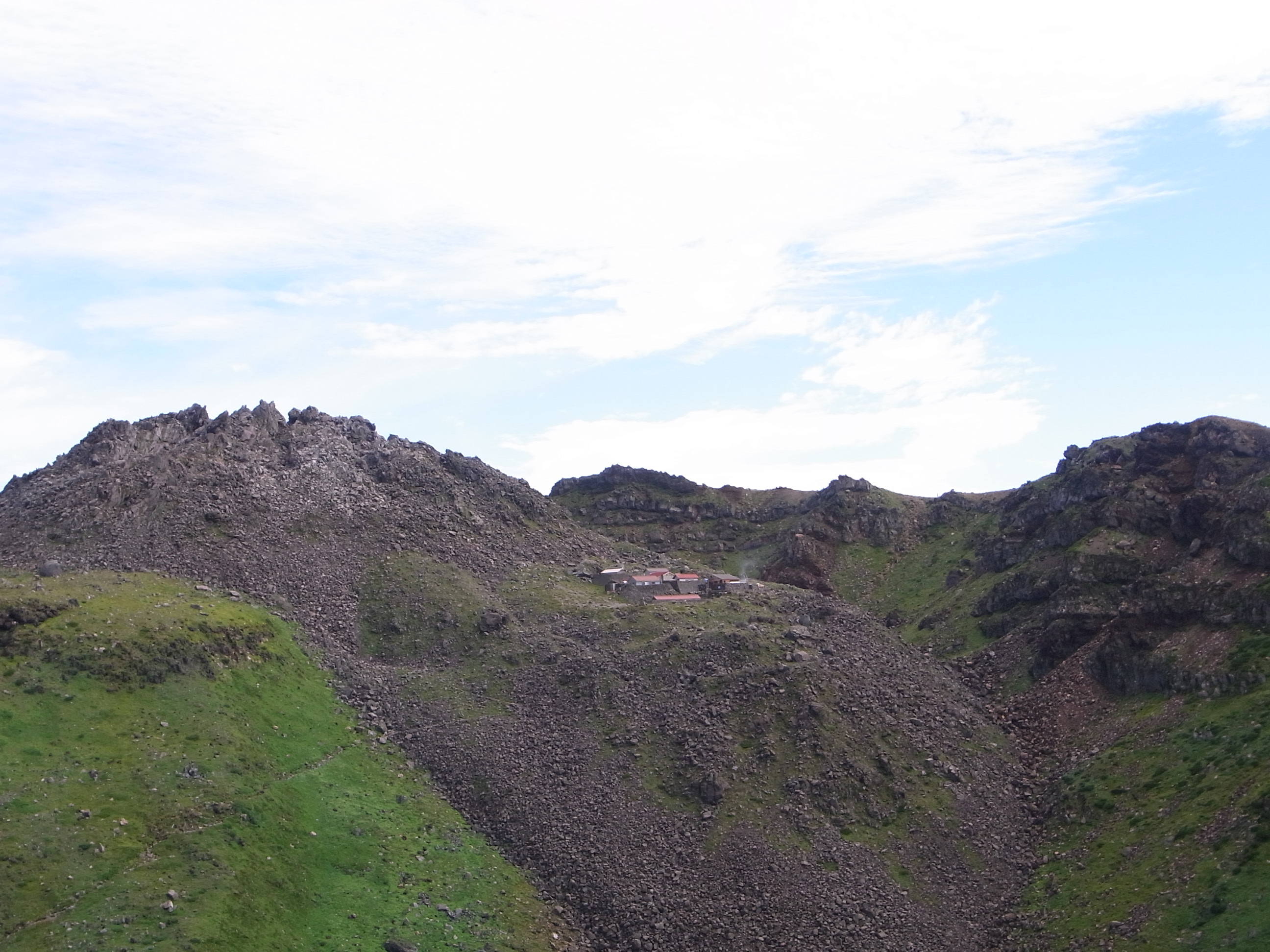
Photo très lointaine démontrant l'ampleur de la montagne
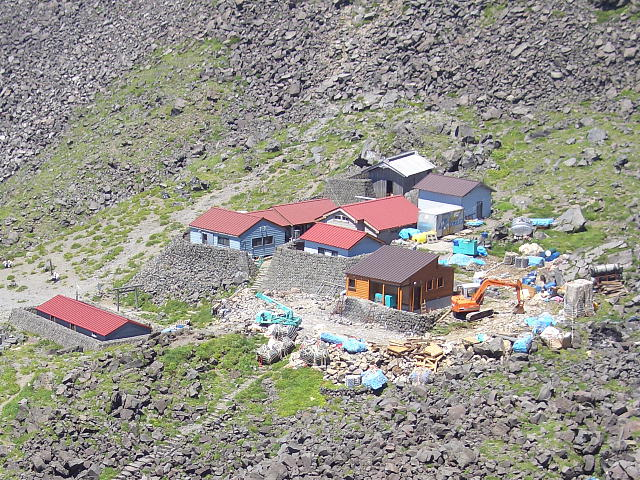
Vue plongeante sur le complexe du sanctuaire
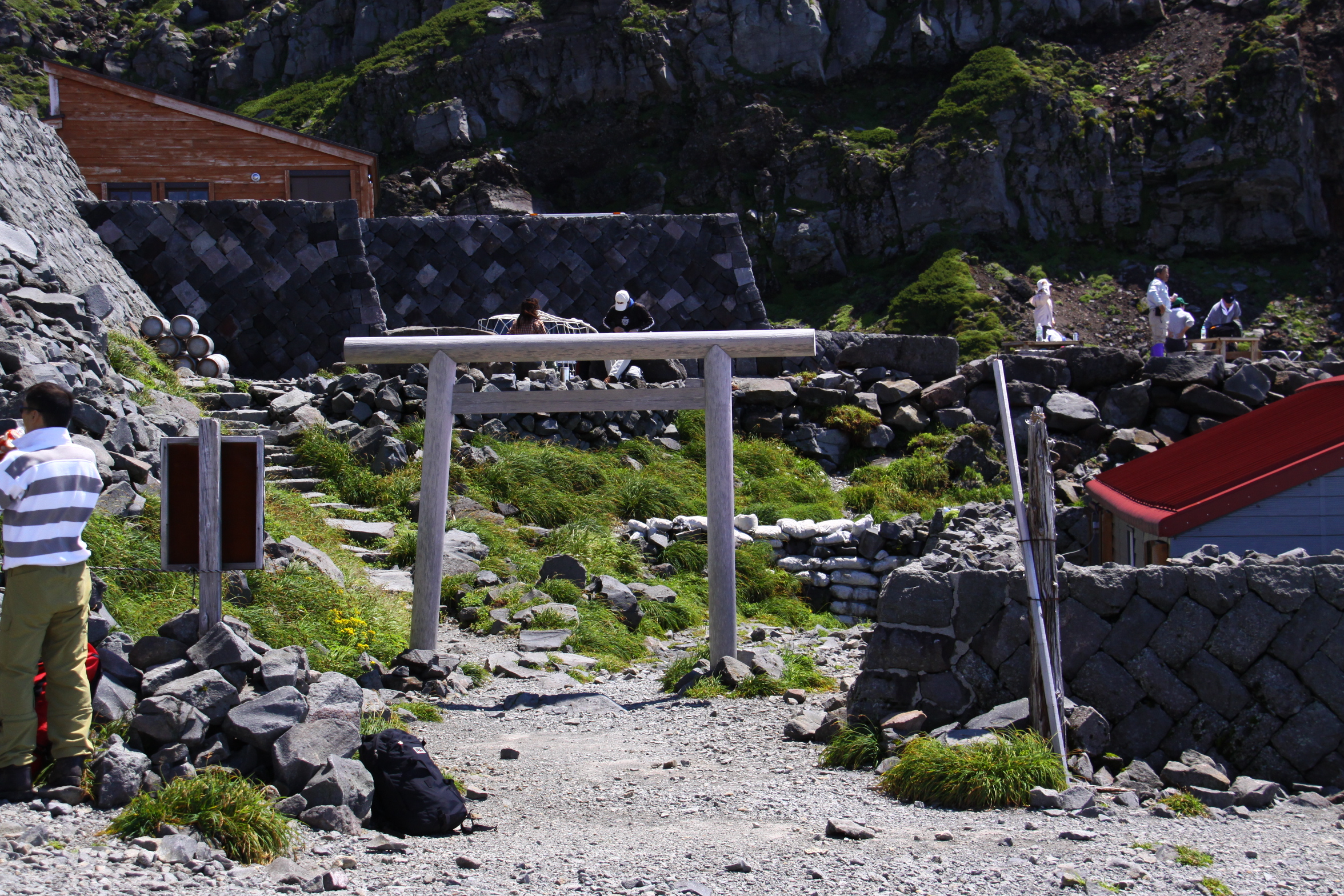
Torii
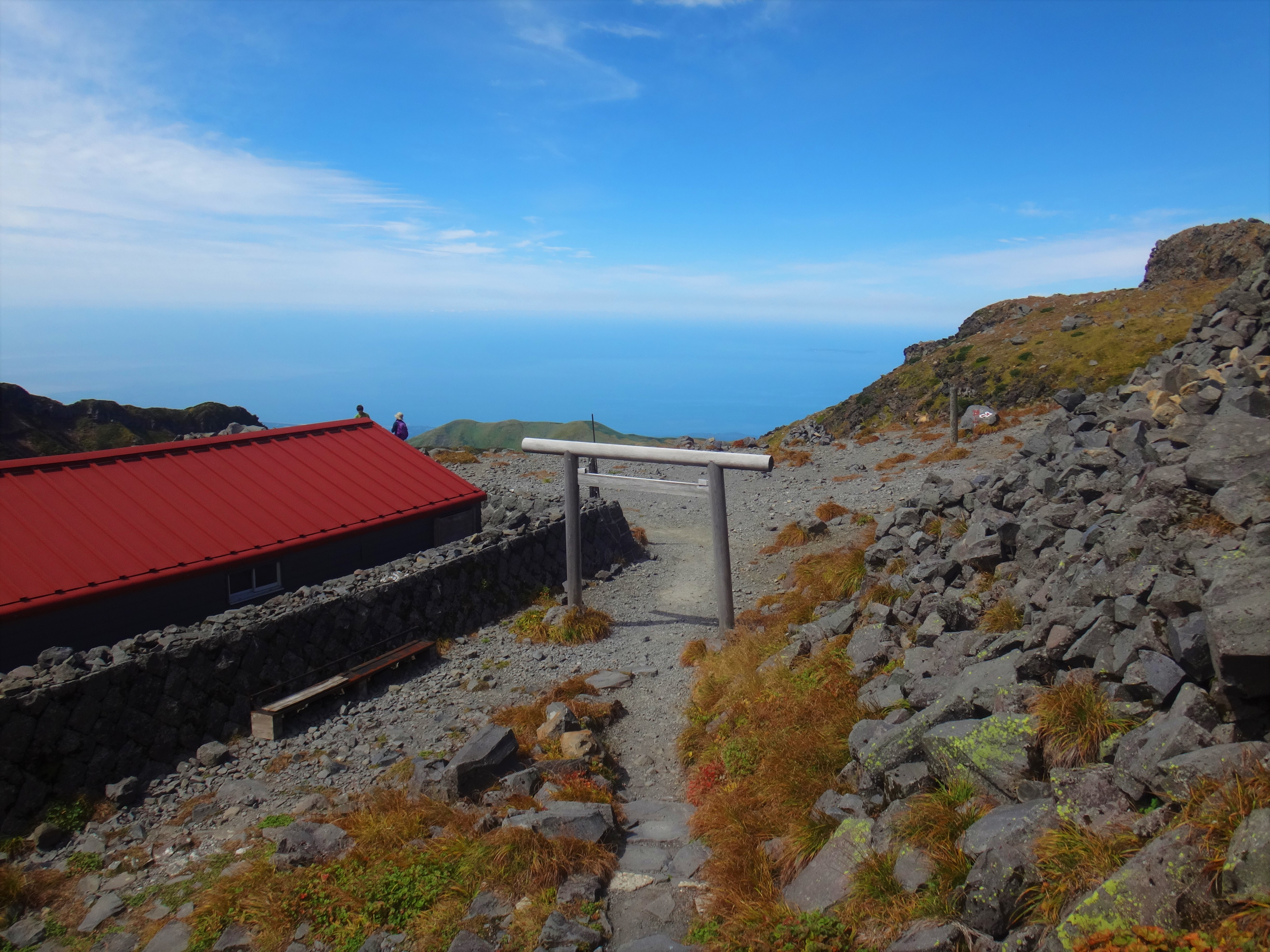
Torii par derrière
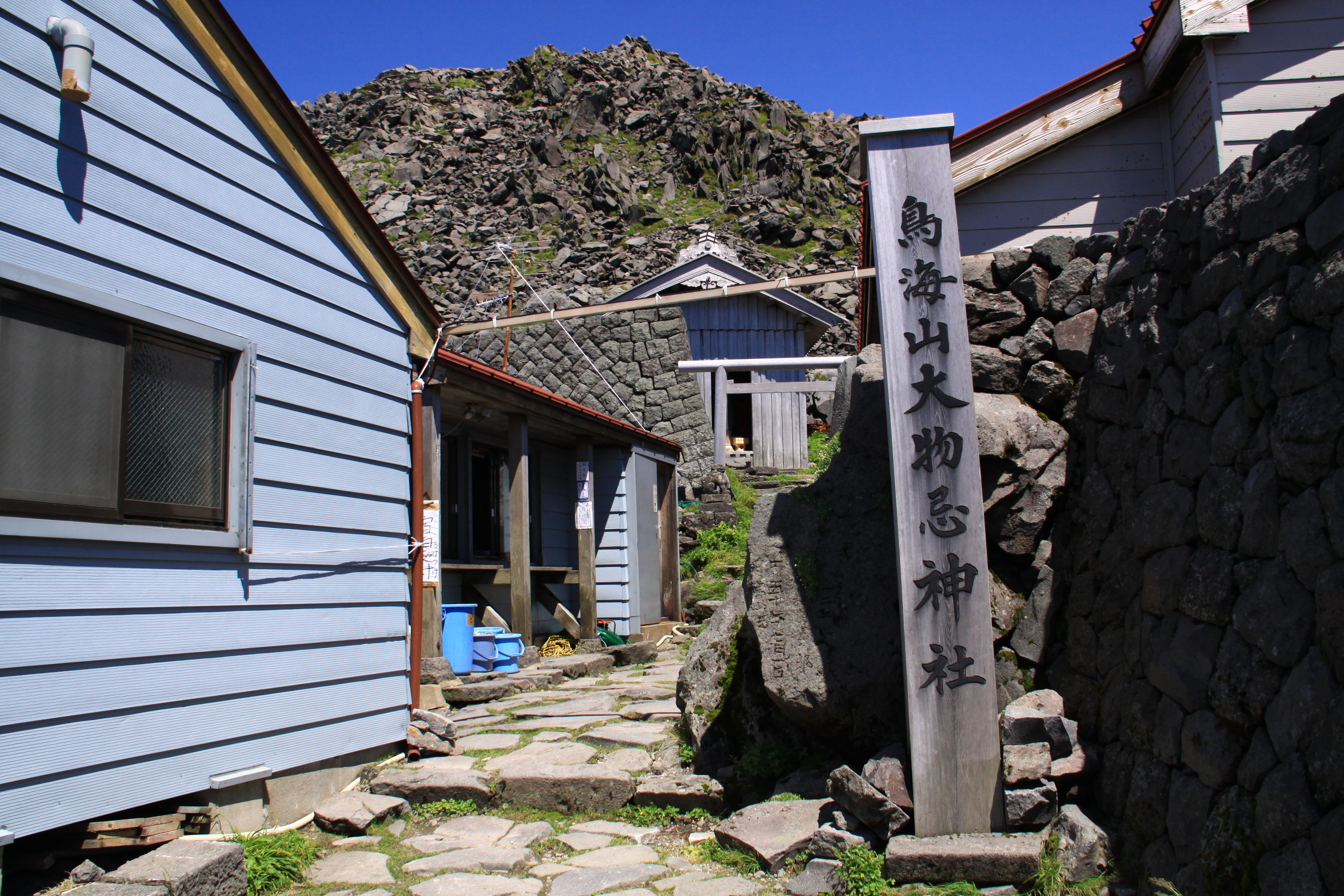
Approche du Honden
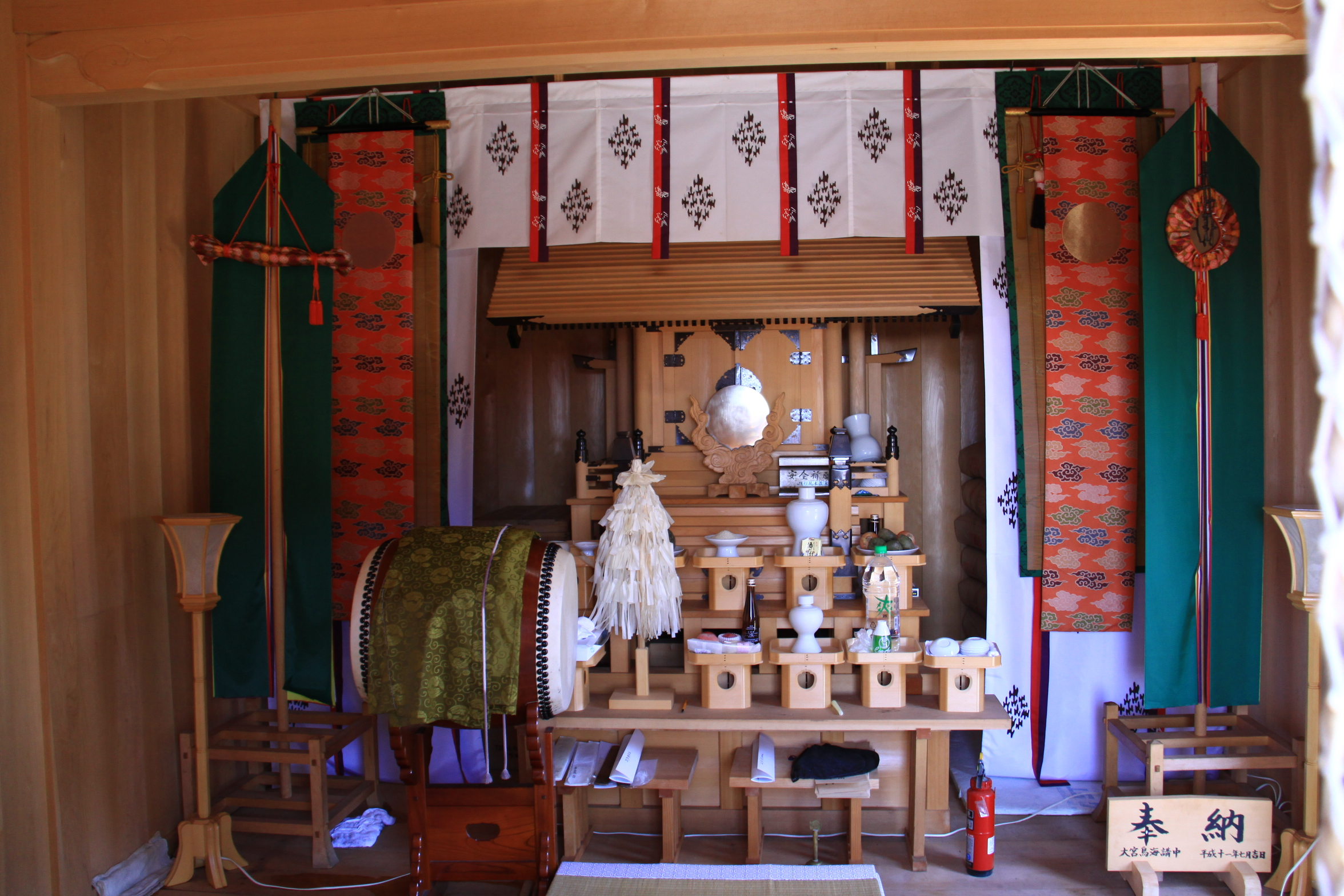
Sanctuaire principal Honden au sommet d'une montagne

### Fukura-kuchinomiya

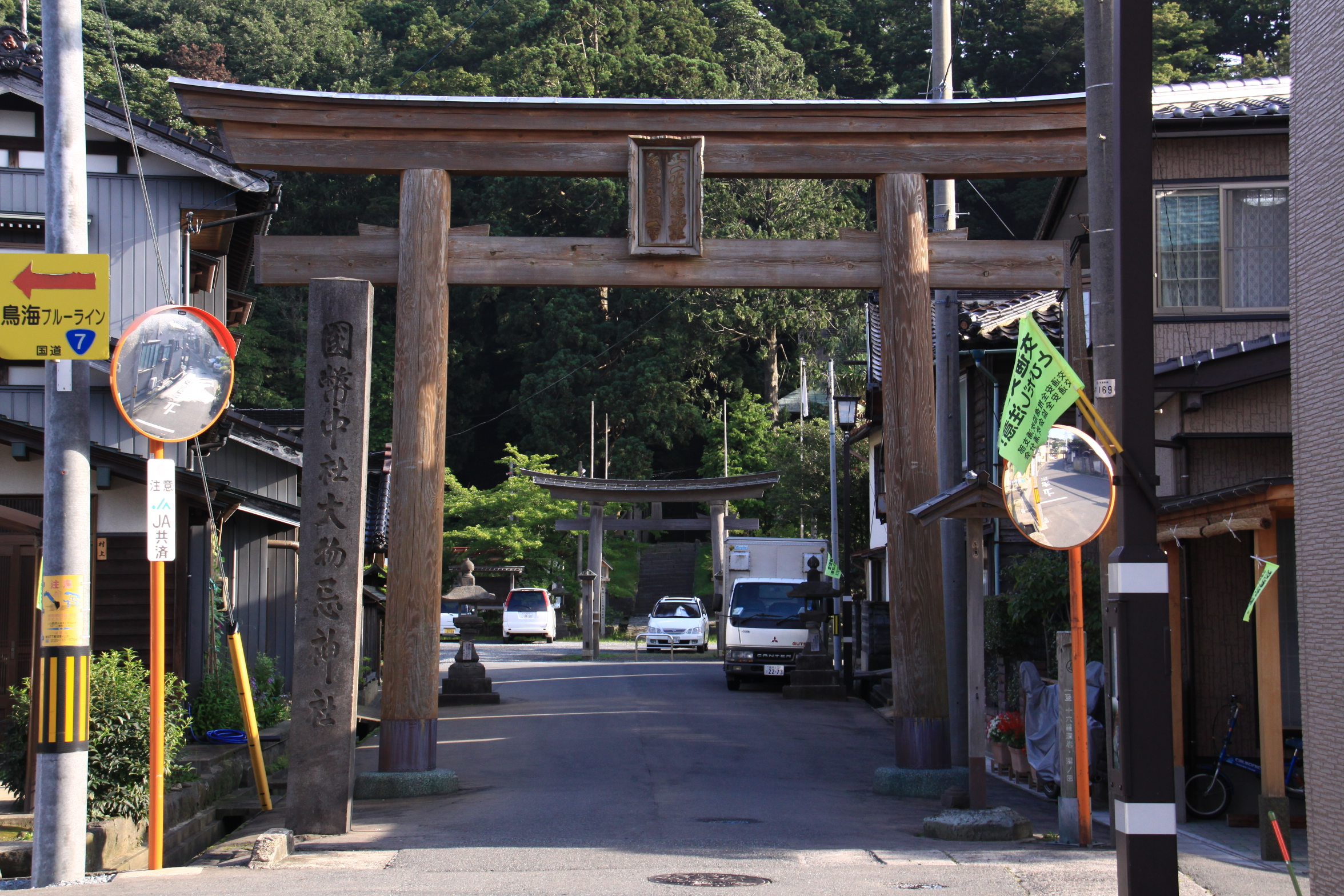
Torii d'entrée
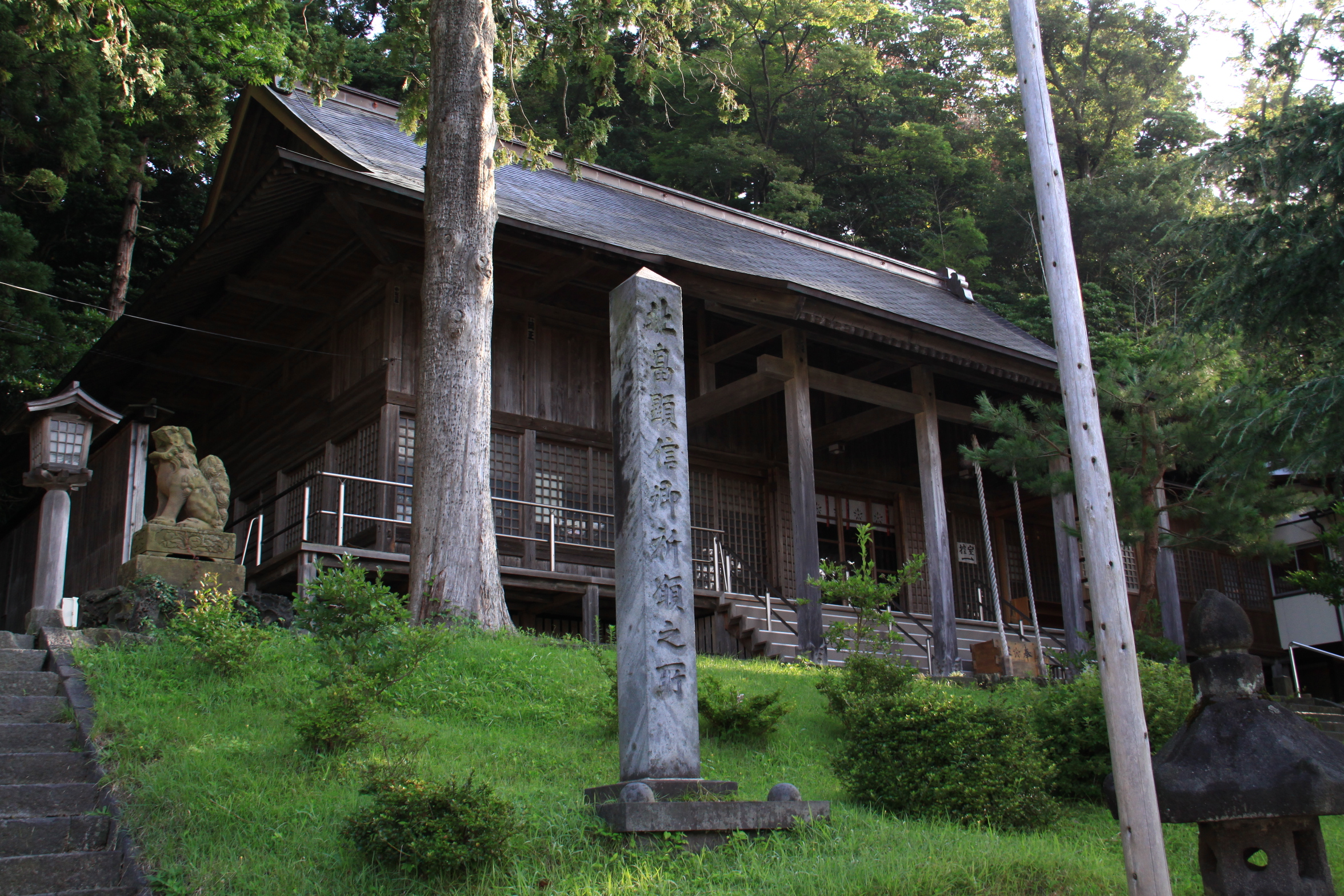
Haiden
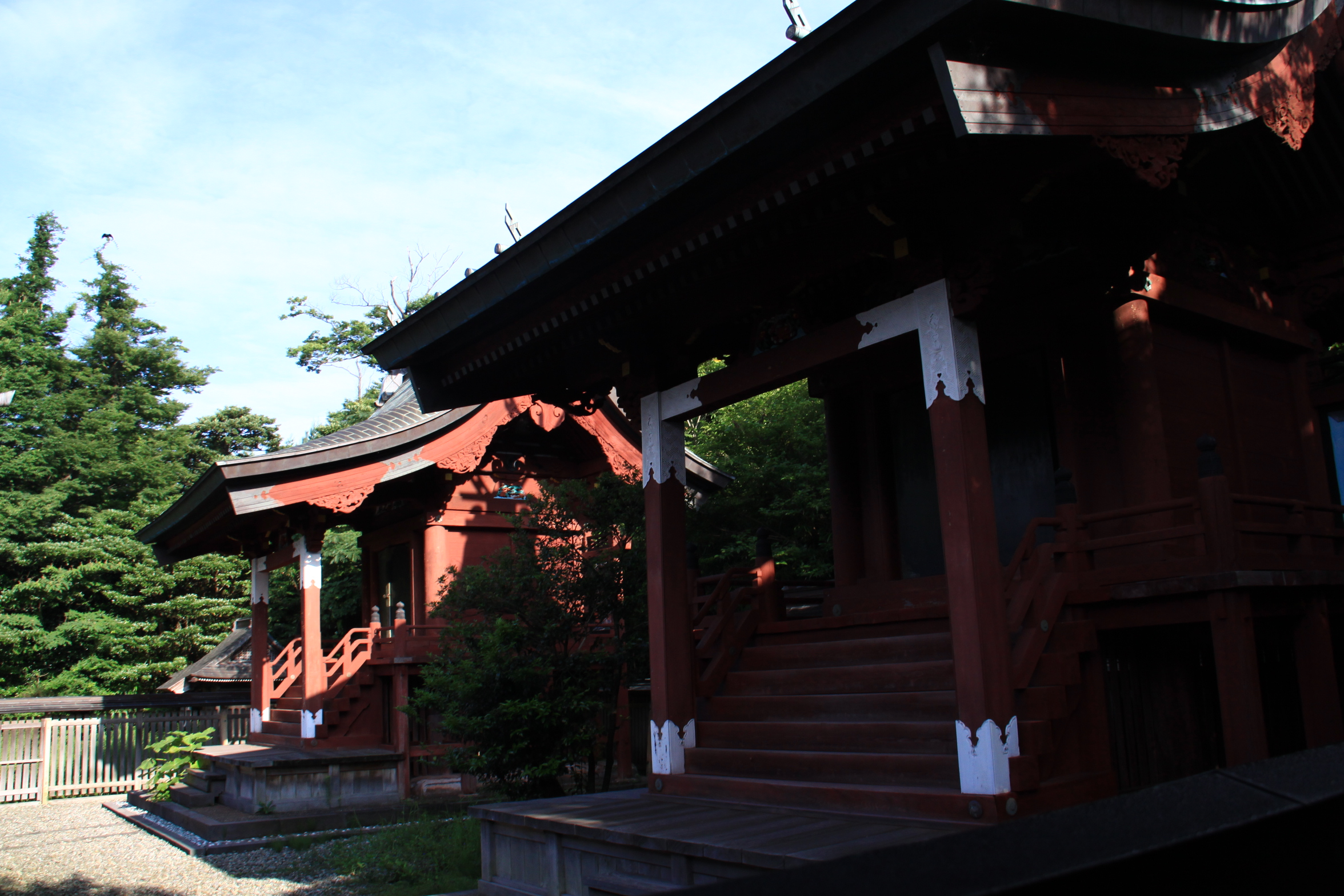
Honden
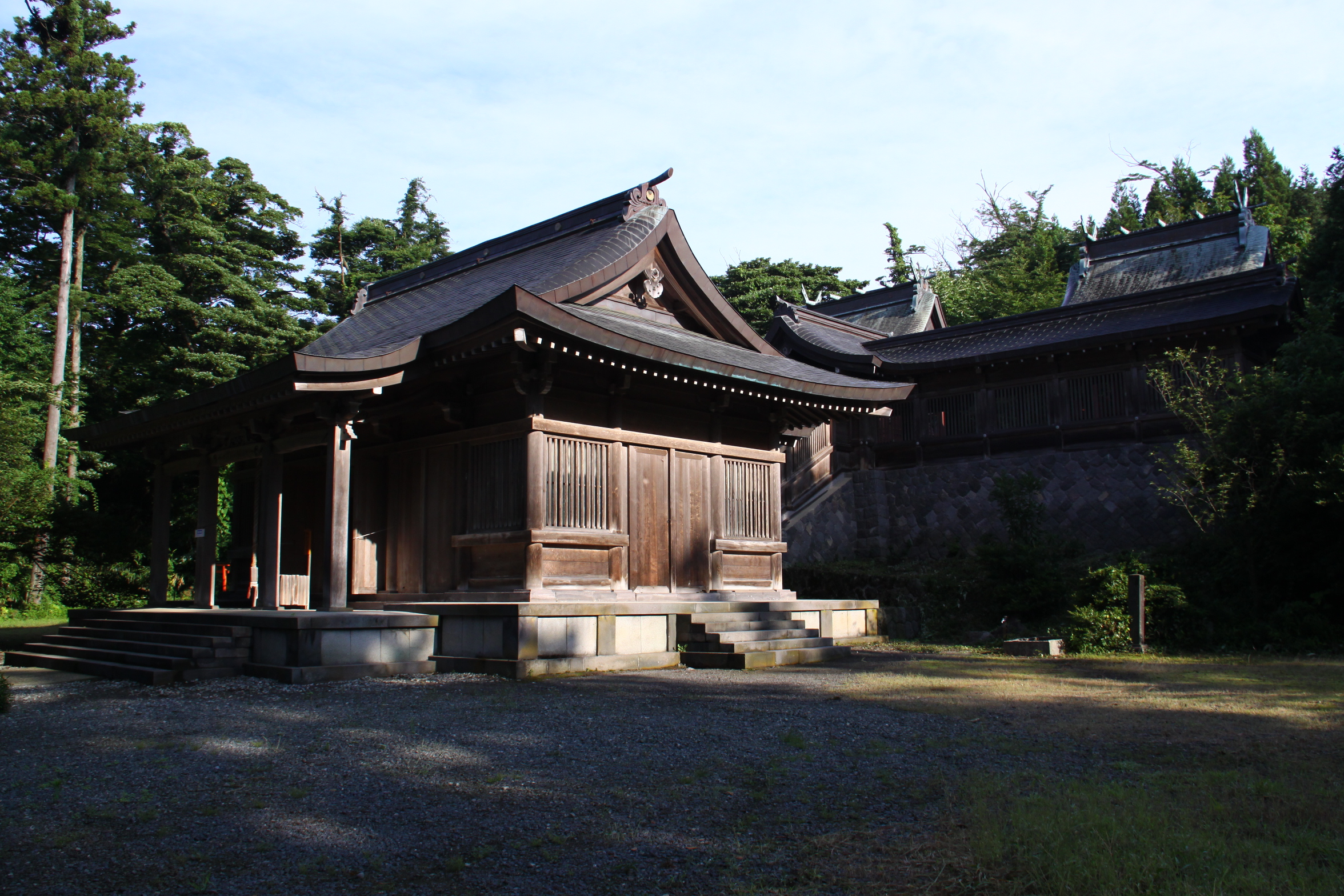
Honden sous un angle différent

### Warabioka-kuchinomiya

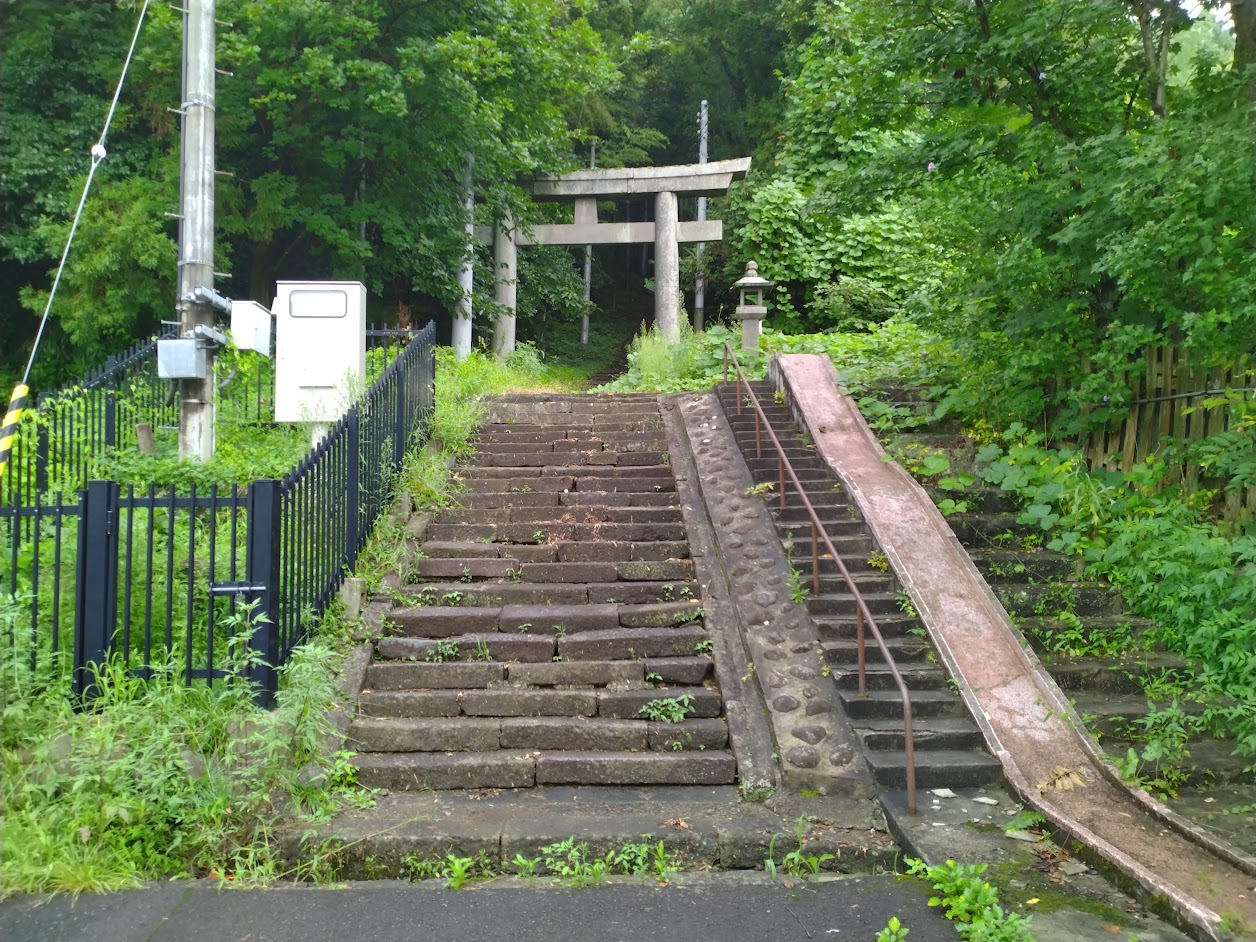
Premier Torii
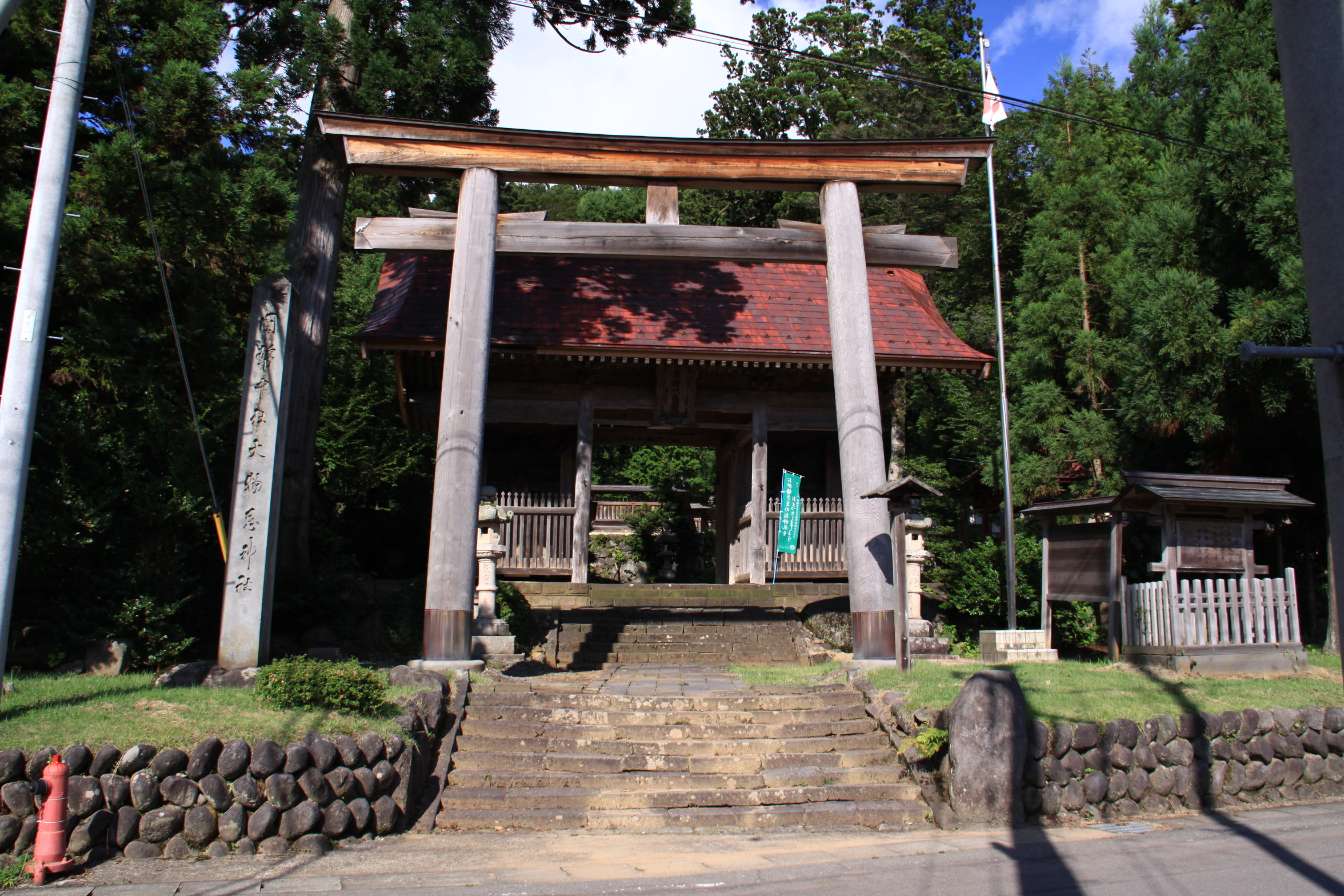
Deuxième Torii
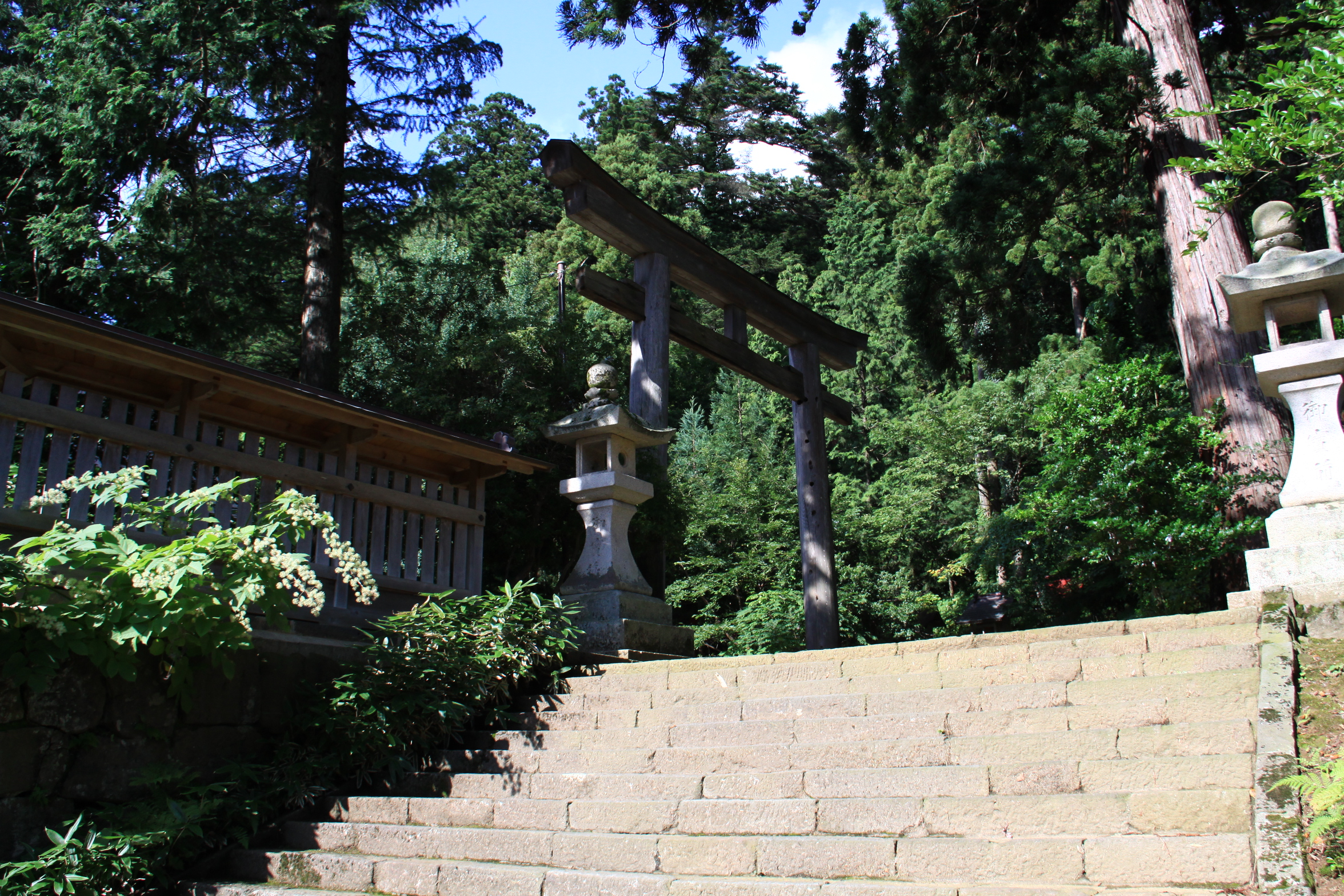
Troisième Torii
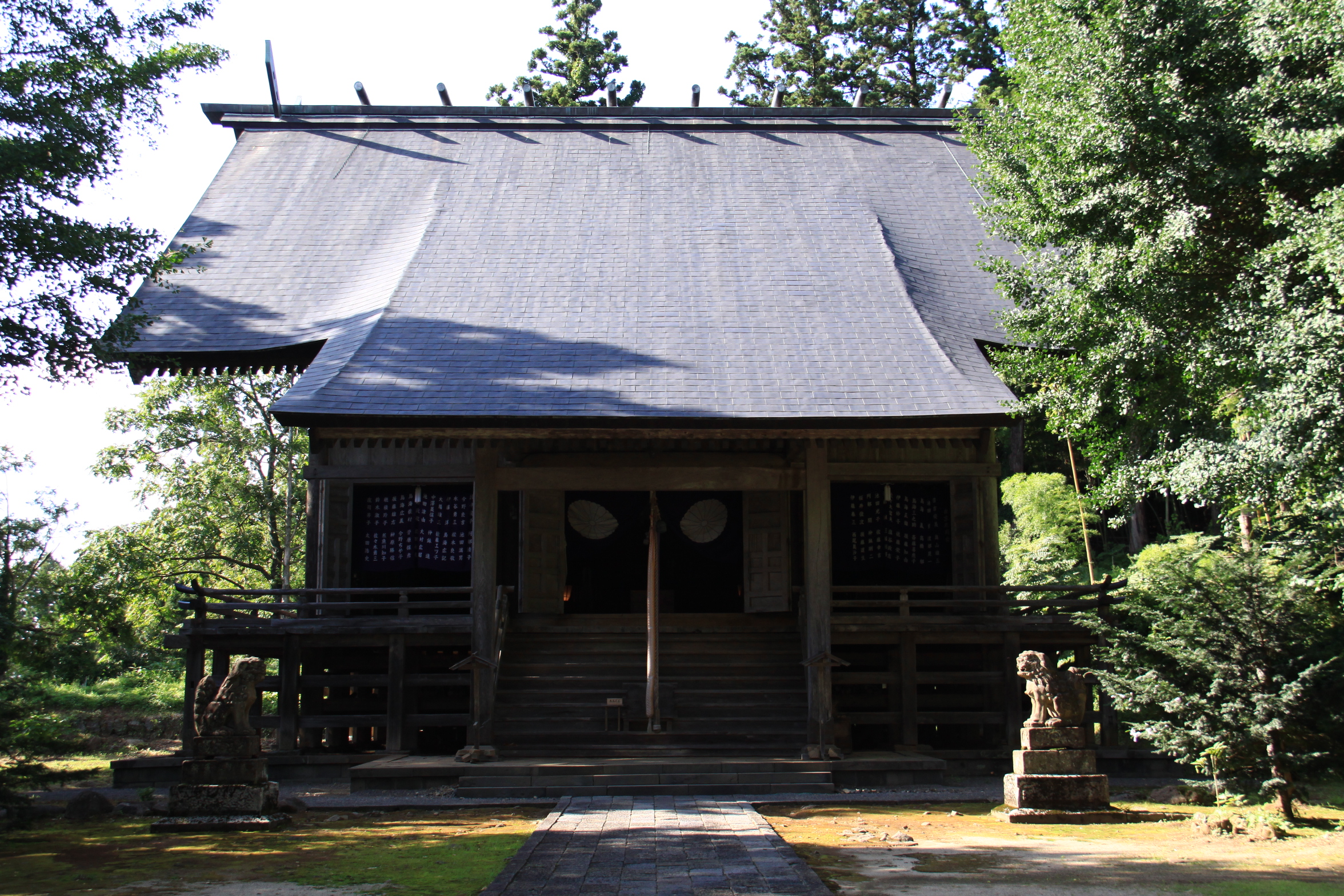
Honden

## Voir également
- Fujisan Hongū Sengen-taisha
- Chōkai Gassan Ryōsho-gu
- Trois montagnes de Dewa
  - Mont Gassan avec le sanctuaire Gassan
  - Mont Haguro avec le sanctuaire Dewa
  - Mont Yudono avec le sanctuaire Yudono
- Autres sanctuaires hautement classés de la province de Dewa
  - Kinowa-jinja (ja)
  - Omoimi-jinja (ja)